# Östanbro
Östanbro, tidigare Östens bro, är en by i Björksta socken väster om Sagån i Västmanland strax söder om kung Östens hög. Östens bro finns nämnd i den medeltida Västmannalagen. Enligt ett brev från 1504, skrivet av Svante Niclisson Sture, var Östanbro en kungsgård redan under medeltiden.
Byn består av flera gårdar med bebyggelse från 1700- och 1800-talen. I Östanbro fanns fyra hela mantal med en samlad bebyggelse. På 1600-talet flyttades Mellangården ut från bytomten och etablerades i stället som Nykvarns krog, senare gästgiveri. På 1700-talet och in på 1800-talet bodde kronofogden och häradsskrivaren för Yttertjurbo härad i byn. Vid laga skifte 1861—1863 låg åtta gårdar i byn, samt två soldattorp. Fyra av gårdarna flyttades från bytomten i samband med skiftet. Ett av soldattorpen, Östanbrotorpet 1:1, finns ännu kvar. Den utflyttade gården väster om byn har en rödfärgad huvudbyggnad med rik snickarglädje på en veranda från 1890-talet.
I byn fanns tidigare en affär liksom ett Folkets hus från 1936. Byn tillsammans med Östens hög utgör en kulturhistoriskt värdefull miljö. Under 1940-talet byggdes det ett hus, Östanbro Handel. Huset är idag ett Cruising Café Och kallas Eastbridge Cruising Café.